# Stade municipal de Sherbrooke
Le Stade municipal de Sherbrooke est un stade omnisports canadien (servant principalement pour le soccer et le football canadien) situé dans la ville de Sherbrooke, en Estrie au Québec.

## Histoire
Le stade, à l'origine équipé d'une piste d'athlétisme de 400 mètres, est inauguré en 1976, juste avant les Jeux olympiques d'été de 1976. Il fait partie des quatre stades retenus lors de ces JO pour la compétition de football, lors de laquelle le stade municipal de Sherbrooke accueille trois matchs.
Après les JO, seules les tribunes nord-est du terrain ont été gardées, le reste ayant été déplacé vers d'autres installations sportives de la ville. En 1995, l'ensemble du site où se trouve le stade a été nommé Parc Sylvie-Daigle en l'honneur de la patineuse de vitesse Sylvie Daigle. En 2008 le stade lui-même a été reconstruit et muni d'une surface synthétique.
Des legendes du football ont joué sur ce terrain lors des Jeux olympiques d'été de 1976.  Parmi eux, Michel Platini (2 buts lors d'une victoire de 4-1 contre le Guatemala) et Hugo Sanchez (match nul 1-1 contre le Guatemala) ont déjà foulé le terrain de Sherbrooke. 

## Événements
- 1976 : JO (3 matchs)